# 핫자바
핫자바(HotJava, 후에 핫자바 브라우저 이름 바꿈)는 선 마이크로시스템즈가 자바로 만든 웹 브라우저다. 이 브라우저는 자바 애플릿을 지원하게 된 첫 브라우저다. 현재는 지원이 중단된 상태다. 핫자바는 당시의 다른 브라우저에 비해 제한된 기능을 가지고 있었고, 자바 가상 머신의 퍼포먼스 제한 때문에 상당히 느렸다. 현재는 개발이 중단되었고 더 이상 지원되지 않는다.

## 역사
1994년, 자바의 개발자들은 "웹러너"라는 웹 브라우저를 만들고 있었다. 이 브라우저는 자바 프로그래밍 언어에 기반해 있었으며, 1995년 TED에서 공개되었다. 그 후 핫자바로 이름을 바꾸고 이 브라우저는 그 해 5월에 선월드 컨퍼런스에서 출시되었다.

## 같이 보기
- 웹 브라우저 목록